# Huawei Mate X
Huawei Mate X è il primo smartphone pieghevole Android di Huawei. Presentato il 25 febbraio 2019 al MWC 2019, segue il Huawei Mate 20. 
A causa di difetti di fabbrica in questo e altri smartphone pieghevoli, il lancio è stato posticipato alla primavera 2020.
Venne sostituito nel febbraio 2021 dal suo successore, il Huawei Mate X2.

## Specifiche tecniche

### Hardware
Data la sua natura foldable, Huawei Mate X può essere utilizzato sia sfruttando interamente il suo display da 8 pollici, di risoluzione 2200 x 2480 pixel, sia ripiegandolo su sé stesso ed usufruendo di uno dei due schermi minori, rispettivamente di 6.6 pollici, 1148 x 2480 pixel, e 6.38 pollici, 892 x 2480 pixel. 
Il processore adottato è un HiSilicon Kirin 980. La memoria RAM è di 8 GB, la ROM, invece, è da 512 GB. La batteria ha una capacità di 4500 mAh.
Il modulo fotocamera è composto da tre lenti: 40, 16 e 8 megapixel, premettendo così di scattare foto con risoluzione di 7152 x 5368 pixel e girare video in 4K.
Lo smartphone supporterà la rete 5G.

### Software
Il Huawei Mate X verrà commercializzato con Android 9.0 Pie e EMUI 9.1.